# Anton Benkert
Benkert Antal (Buda, 1794. április 30. – Pest, 1846. október 12.) kereskedő, színész.

## Élete
Atyja bambergi német, anyja magyar származású volt; a hat gimnáziumi osztályt szülővárosában járta ki. Már fiatalon Bécsbe került, hol szülei egy olasz selyemkereskedésbe adták dolgozni. 1822-ben Pestre költözött és átvette anyja fogadóját, a Magyar királyt. Miután vagyonát elvesztette, német színésszé lett és játszott a budai és a kassai színpadon. Később az irodalomnak élt.

## Munkái
1. Pester Lebensbilder. Pest, 1830–32. Hat füzet
2. Wuth des Elements und Milde des Menschenherzens. Uo. 1838. (a pesti árvíz leírása)
3. Die Reise von Pesth nach Baja. Uo. 1840
4. Bunte Bilder aus dem Leben. Uo. 1842
5. Erinnerungsblüthen. Uo. 1844

Írt még több színdarabot is 1830–45-ig: Der Postillon der Liebe, Die Seiltänzer in Soroksár, Raimund und die gefesselte Phantasie, Die falsche Fanny Elsler, melyeket elő is adták.
A Wiener Theater-Zeitung levelezője volt 1834-től haláláig, írt a pesti Spiegelbe is (1845)